# StreetDance 3D
StreetDance 3D (conosciuto anche come StreetDance per le versioni non in 3D)  è un film del 2010 diretto da Max Giwa e Dania Pasquini.

## Trama
Nei bassifondi della città di Londra, un gruppo di street dance è sul punto di rottura dopo che il suo leader, Jay (Ukweli Roach), lascia il gruppo in modo imprevisto. Il gruppo perde la possibilità di provare in un locale, costringendoli a raccogliere fondi o di allenarsi. Per assicurarsi uno spazio, entrano in una scuola di danza classica, a condizione che essi includano cinque ballerini nelle loro performance. In un primo momento lottano per andare d'accordo, diventando poi amici.
Una delle insegnanti della scuola di danza, Helena (Charlotte Rampling), porta Carly (Nichola Burley) a vedere un balletto. Quando arriva a casa, Carly trova ad attenderla Jay e i due trascorrono la notte insieme. Durante una battaglia di ballo in un locale la notte successiva, la crew scopre che Jay ha tradito la sua ex-squadra unendosi ai Surge, il gruppo rivale. Jay si vanta di aver passato una notte di sesso con Carly e Thomas (Richard Winsor), il ballerino di danza classica innamorato di Carly, prende a pugni Jay. Jay è furioso per questo e giura vendetta. Carly, sconvolta dal tradimento, lascia il club e viene quasi investita da una macchina. Per fortuna Thomas la salva e torna insieme a Carly nel suo appartamento dove ballano sul tetto; alla fine i due si baciano.
Il giorno dopo a scuola, Carly annuncia il nuovo nome della loro nuova crew, Breakin Point. Un altro insegnante della scuola, indignato dal fatto che i suoi studenti siano stati contagiati da un nuovo stile, organizza deliberatamente una audizione per il Royal Ballet lo stesso giorno in cui si tengono le finali di street dance. I ballerini promettono a Carly che balleranno comunque.
Nel tentativo di dare ai Breakin Point più tempo per aspettare i ballerini, un amico di Carly, Eddie (George Sampson), comincia a ballare sulla pista da ballo, sorprendendo ed allietando il pubblico. Il team di balletto si presenterà comunque in finale, alla quale la loro insegnante Helena porta i giudici delle audizioni in modo che possano vedere i ballerini ballare. La coreografia è un successo, Carly e Thomas si baciano durante lo spettacolo, e la folla, entusiasta, applaude. Alla fine i Breakin Point vincono.

## Colonna sonora
L'album StreetDance (Music From & Inspired by the Original Motion Picture) è uscito il 10 maggio 2010 negli Stati Uniti in versione digitale, il 24 maggio dello stesso anno su CD. Pubblicato dalla Universal Music, contiene brani Hip Hop, R&B, electro.
1. Tinie Tempah – Pass Out – 3:58
2. N-Dubz feat. Bodyrox – We Dance On – 3:07
3. Lightbulb Thieves – Work It Out – 3:34
4. Ironik – Tiny Dancer (Hold Me Closer) – 3:24
5. N-Dubz – Strong Again – 3:14
6. Pixie Lott – Live for the Moment – 2:48
7. Aggro Santos feat. Kimberly Wyatt – Candy – 3:01
8. Cheryl Cole – Fight for This Love – 3:58
9. Lethal Bizzle – Going Out Tonight – 2:58
10. Sugababes – Get Sexy – 3:13
11. LP & JC – The Humblest Start – 3:06
12. Wiley – Cash In My Pocket – 2:59
13. Madcon – Beggin' – 3:36
14. LP & JC feat. Skibadee Mc Det, and Chrome & Blemish – The Club Battle – 4:57
15. Fatboy Slim – Champion Sound – 2:56
16. Vega4 – Life Is Beautiful – 4:35
17. McLean – Broken – 3:34
18. Swizz feat. Music Kidz – One in a Million – 3:49
19. Wiley – Wearing My Rolex – 2:45

iTunes Bonus
1. Craig David – One More Lie (Standing in the Shadows) [Donae'o Mix] – 4:29
2. N-Dubz – I Don't Wanna Go to Sleep – 3:21
3. LP & JC – Let's Dance – 3:42
4. Movie Clip 1
5. Movie Clip 2

## Distribuzione

### Data di uscita
Il film è uscito nel Regno Unito il 21 maggio 2010. In Italia, la pellicola è uscita il 16 marzo 2011, ad un anno di distanza dalla première.

### Edizioni home video
Il DVD e il Blu-ray del film sono usciti il 27 settembre 2010 nel Regno Unito, entrambi con 2 dischi (uno in 2D ed una in 3D, con gli occhiali adatti).